# Philanthus coronatus
Philanthus coronatus is een vliesvleugelig insect uit de familie van de graafwespen (Crabronidae). De wetenschappelijke naam van de soort is gepubliceerd in 1784 door Thunberg.